# Torre del Muelle
La Torre del Muelle es una de las tres torres vigías situadas en la costa del municipio de Benalmádena, provincia de Málaga, Andalucía, España.  Es también conocida como la “Torre de Benalmádena” o con las denominaciones conjuntas de “Torre del Muelle de Benalmádena”

## Situación
Se sitúa en el mismo borde de la costa, a 21 km al oeste de Málaga, sobre un promontorio escarpado, muy cerca de la ensenada o muelle utilizado en época romana para el tránsito de mercancías.  Su emplazamiento estratégico permitía visualizar la costa del Mar de Alborán y comunicarse mediante fuego y humo con otras torres y poblaciones cercanas ante la presencia de navíos enemigos y piratas frente a las costas.

## Descripción
La torre presenta forma troncocónica siendo semejante entre otras, a las torres de las Bóvedas de Marbella, Padrón y Velerín, torres que debieron formar parte del sistema de defensa durante el reinado de Carlos I. Tiene una altura de 11,5 metros; la entrada a la torre se sitúa a 7,30 metros del suelo a la que se accedía mediante una escala que posteriormente era retirada para evitar el acceso a la torre de posibles enemigos. El diámetro de la base es de 7,65 metros y en su parte superior de 5,70 metros. 

## Historia

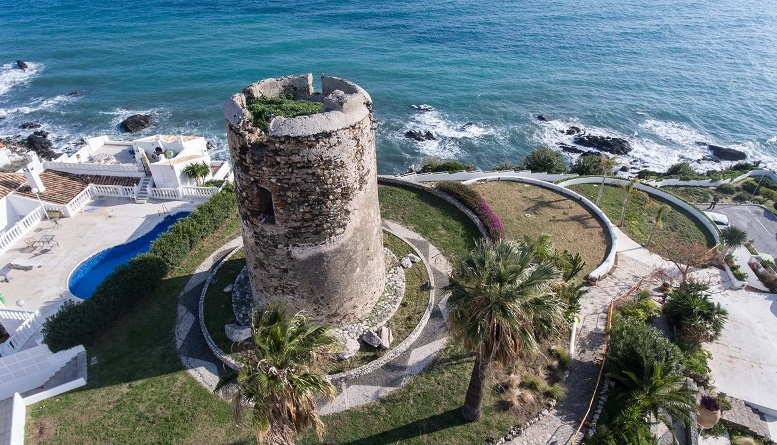
Torre del Muelle. Vista aérea

Según recoge Gámir Sandoval, “en el muelle de Benalmádena a de aver una escucha, la qual a de pagar el alcaide de Benalmádena de los maravedís de su thenencia como hasta aquí lo ha fecho” se recoge en el Legajo. A diferencia de las otras torres vigías de la costa malagueña, la Torre Muelle fue construida tras la reconquista cristiana de este territorio. Según Juan Temboury, “el torreón hubo de labrarse avanzado el siglo XVI” ya que las fuentes documentales no hacen referencia alguna de ella en fechas anteriores y el sistema de alerta de esta zona del muelle no se describe hasta 1511 en la que se la denomina “Muelle” sin alusión alguna a la atalaya; una Real Provisión dada en Sevilla el 2 de junio de ese mismo año,  “apremiaba al alcaide a costear dos requeridores en el muelle de Benalmádena de acuerdo con su Carta de Privilegio”.
Su nombre se debe a la existencia de un muelle desde época de los romanos y la existencia de una cala resguardada hizo que los musulmanes andalusíes continuaran usándolo.Parece ser que la vigilancia en esta zona fue muy deficiente durante algún tiempo, ya que por aquel entonces, el alcailde Sebastián Cazalla ofrecía a los guardas y escuchas designados para ello, sueldos muy bajos por lo que la falta de incentivos económicos y la consecuente desmotivación provocó que, con frecuencia se abandonara el puesto de trabajo; “más de un año habían faltado estos escuchas; después hubo a ratos un viejo de ochenta años, incapaz de correr y vigilar , y más dispuesto a dormir en seguro que a velar en el lugar obligado” en este contexto, “hacia 1522, una fusta capturó allí seis pescadores.” Según nos relata Temboury, junto a la torre,  “casi enterrado, hay un escudo nobiliario de piedra de 107 por 5 centímetros de tiempos de Carlos III y con sus cuarteles casi borrados”
La Torre Muelle da nombre a la urbanización y a la estación de Torremuelle de ferrocarril del Cercanías Málaga.